# ローズクィーン交通
株式会社ローズクィーン交通（ローズクィーンこうつう）は、群馬県吾妻郡東吾妻町に本社を置くバス事業者である。本業である貸切バスのほか、吾妻郡内でのコミュニティバスの運行受託なども行っている。

## 沿革
2000年のバス事業規制緩和後に設立された、比較的新しいバス事業者である。

## 本社・営業所
- 本社営業所

群馬県吾妻郡東吾妻町川戸196-1
- 自動車整備工場
  - 群馬県吾妻郡東吾妻町川戸2509-6
- 吉岡営業所

群馬県北群馬郡吉岡町漆原503-1
- 六合村営業所

群馬県吾妻郡中之条町入山1899-18
本社所在地
- 群馬県吾妻郡東吾妻町川戸196-1
  - 2021年6月より、所在地を現在地に移転し、新本社屋にて営業を開始する[2]。

旧本社
- 群馬県吾妻郡東吾妻町大字川戸1281番地[2]
  - 2021年6月までの本社所在地。

## 現行路線

### 六合地区路線バス

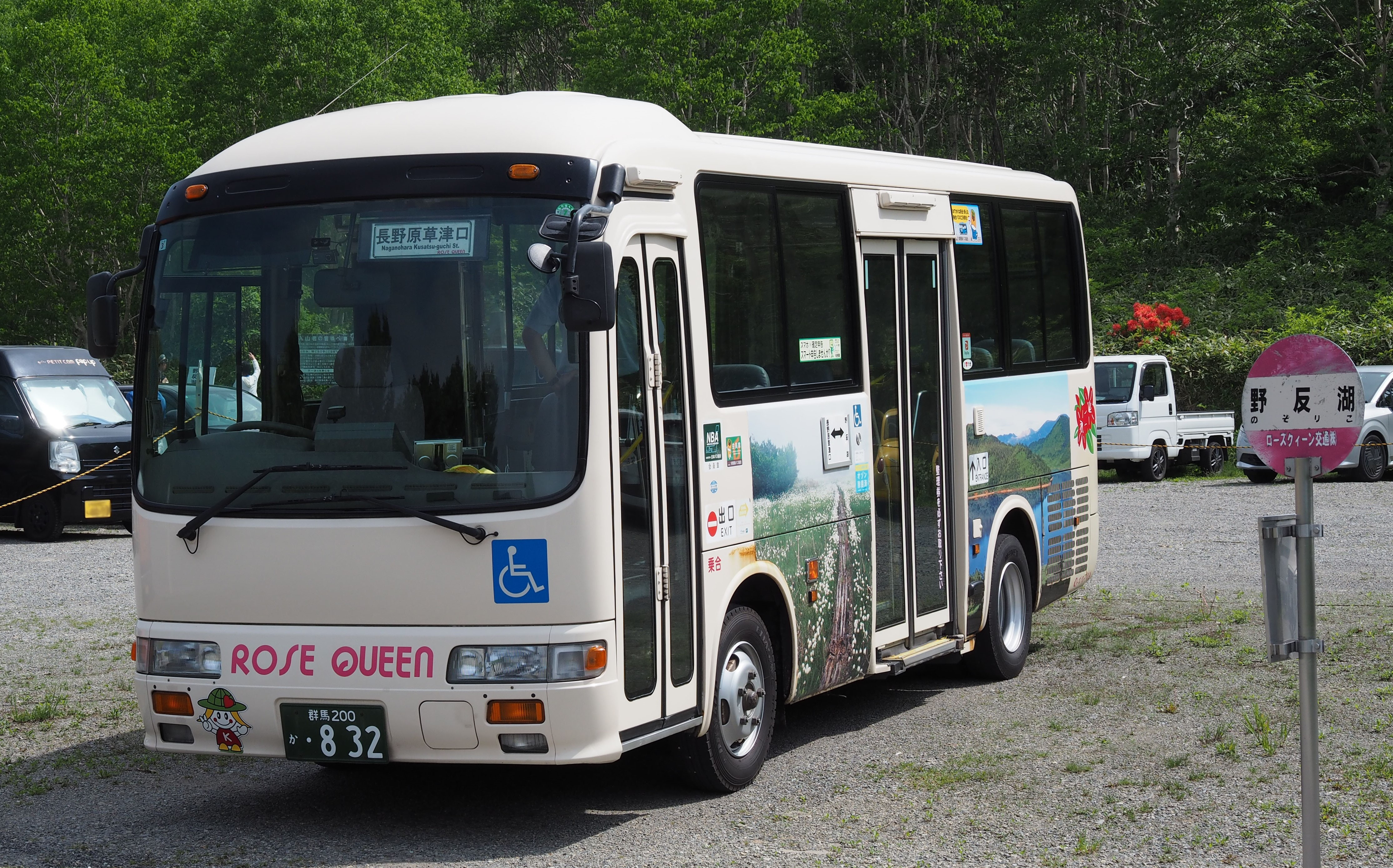
六合地区路線バス（野反湖バス停にて）

六合地区路線バスは、2009年3月31日までジェイアールバス関東花敷線として運行されており、路線廃止後の2009年4月1日から六合村により村営バス（廃止代替バス）として運行開始。その後、六合村が中之条町に編入されたため、中之条町営バスとして運行が引き継がれた。
- 長野原草津口駅 - 太子 - 六合中学校前 - 道の駅六合 - 湯の平温泉 - 花敷温泉 - 野反湖
  - この路線は、ほぼ全ての区間で国道292号・国道405号を経由する。また、国道405号(野反街道)は六合地区の和光原と野反湖の間で冬期封鎖が行われるため、当路線バスも11月から4月までの冬期は花敷温泉までの運行となる[3][4]。

### 水仙ちゃんバス
2021年（令和3年）1月8日より、東吾妻町内のバス路線の再編に伴い、関越交通権田線（9人乗りのジャンボタクシーを使用していた） とスクールバスの統合により、東吾妻町乗合バスとして東吾妻町から運行を委託されている。路線再編に伴い、さかうえ停留所（旧坂上小学校）で路線が分割され、同停留所を拠点に運行しているほか、関越交通に委託運行されている大戸線へ乗り継げる。運行は月曜日から土曜日で日曜祝日は運休。また朝以外の時間帯はデマンド運行となり、括弧内の停留所がデマンド運行区間である。
- 須賀尾線
  - 運行ルート：さかうえ - 山鳩学園前 - 矢久 - 清水( - 浅間隠温泉郷 - 飯米場ふれあい広場 - 須賀尾林道入口)
- 大柏木線
  - 運行ルート：さかうえ - 猿谷戸 - 大柏木 - 川原湯温泉駅
- 権田萩生線
  - 運行ルート：さかうえ - 大戸 - 萩生 - 相満入口 - 権田車庫
  - 権田車庫では、高崎駅方面の群馬バスに乗り継げる。

### 受託運行
- スクールバス[6]
  - 中之条町・東吾妻町からの受託運行。

## 車両
車両は貸切車・乗合車を合わせて35台を保有する。
コミュニティバスで使う乗合車は以下のとおり。
- 日野・リエッセ（ステップリフトバス）- 中之条町営バス六合村地区路線バスで使用。白地に六合村の風景写真がラッピングされている[7][8]。
- トヨタ・ハイエース - 東吾妻町乗合バス水仙ちゃんバスで使用。白い車体に「水仙ちゃんバス」のマークが描かれている[7]。

貸切車は、大型バスはいすゞ・ガーラ（ジェイ・バス製）、マイクロバスは日野・リエッセIIなどを保有する。

## バス以外の事業
- レンタカー事業
  - ウィングレンタカーと提携。
- ランチ宅配事業
  - 東吾妻町商工会が主体となり、2020年（令和2年）5月18日より東吾妻町内の個人宅や事業所に平日昼限定で「ワンコインランチ宅配」と呼ばれる宅配弁当事業を開始した[10][11]。なお、ローズクィーン交通は町内の当サービスに参加している飲食店より弁当の宅配を委託されている。
- ローズクィーンネクスト
  - 2022年9月より、吉岡町にてコインランドリーとカフェの複合施設「ローズクィーンネクスト[12]」を営業開始した[13]。